# Elezioni parlamentari in Norvegia del 1981
Le elezioni parlamentari in Norvegia del 1981 si tennero il 13-14 settembre per il rinnovo dello Storting.

## Risultati
| Liste                                                                      | Voti      | %     | Seggi |
| -------------------------------------------------------------------------- | --------- | ----- | ----- |
| Partito Laburista Norvegese                                                | 925 087   | 37,08 | 66    |
| Høyre                                                                      | 792 573   | 31,77 | 53    |
| Partito Popolare Cristiano                                                 | 222 313   | 8,91  | 15    |
| Partito Socialista di Sinistra                                             | 125 353   | 5,02  | 4     |
| Partito del Progresso                                                      | 113 135   | 4,53  | 4     |
| Partito di Centro                                                          | 105 921   | 4,25  | 6     |
| Venstre                                                                    | 80 222    | 3,22  | 2     |
| Partito di Centro - Venstre                                                | 48 671    | 1,95  | 2     |
| Alleanza Elettorale Rossa                                                  | 18 602    | 0,75  | –     |
| Partito di Centro - Partito Popolare Cristiano - Venstre                   | 17 986    | 0,72  | 1     |
| Partito di Centro - Partito Popolare Cristiano                             | 16 661    | 0,67  | 2     |
| Partito Popolare Liberale                                                  | 13 804    | 0,55  | –     |
| Partito Comunista di Norvegia                                              | 7 154     | 0,29  | –     |
| Partito Popolare Cristiano - Partito di Centro - Partito Popolare Liberale | 3 845     | 0,15  | –     |
| Partito del Plebiscito                                                     | 1 145     | 0,05  | –     |
| Partito di Tom A. Schanke                                                  | 826       | 0,03  | –     |
| Rappresentanti Eletti Direttamente                                         | 801       | 0,03  | –     |
| Partito del Popolo Sami                                                    | 594       | 0,02  | –     |
| Lista Apartitica di Ampia Base                                             | 383       | 0,02  | –     |
| Totale                                                                     | 2 495 076 | 100   | 155   |

I seggi ottenuti dalle liste comuni formate dal Partito di Centro furono assegnati per intero a tale partito, per un totale di 11 seggi.